# Santa Eugènia (Mallorca)
Santa Eugènia és una vila i municipi del Pla de Mallorca. El municipi limita a llevant amb el terme de Sencelles, a migjorn amb el d'Algaida, a llebeig amb el de Palma, a ponent amb el de Santa Maria del Camí i a tramuntana amb el de Consell.

## Etimologia
El nom de Santa Eugènia prové de l'alqueria de Bernat de Santa Eugènia, un petit nucli de població medieval. Durant l'època islàmica, aquesta alqueria era coneguda com a Benibahari. L'any 1250, es documenta amb el nom complet del seu senyor, Bernat de Santa Eugènia de Berga, mentre que en 1268 ja apareix com a "alqueria de Santa Eugènia".
Es creu que el nom original Benibahari prové de l'àrab, amb el prefix Beni- que indica "fills de", seguit d'un topònim o nom propi. En aquest cas, Benibahari podria referir-se a una referència geogràfica o familiar. La transició cap al nom actual de "Santa Eugènia" es relaciona amb la consolidació de la població cristiana després de la conquesta de Mallorca per part de Jaume I.

## Població
| Entitat de població | Habitants (2024) |
| Santa Eugènia       | 1.602            |
| Les Olleries        | 142              |
| Ses Alqueries       | 134              |
| ses Coves           | 41               |
| Font: INE           |                  |

A més de la vila, els llogarets de ses Coves, ses Alqueries i les Olleries també formen part del municipi.
La població de dret de Santa Eugènia ha experimentat diverses fluctuacions al llarg del temps. Al segle xix, es mantenia al voltant dels 1.300 habitants, amb un creixement progressiu fins a principis del segle xx, arribant als 1.620 habitants el 1900. Posteriorment, durant el segle xx, es va produir un descens significatiu, assolint el mínim de 898 habitants el 1981. Des de llavors, la població ha crescut de manera sostinguda, superant els 1.200 habitants el 2001 i arribant als 1.774 el 2021.
Els llinatges més freqüents són Cañellas (Canyelles), Crespí, Coll, Bibiloni i Amengual.

## El medi físic

### Geografia
El poble de Santa Eugènia s'alça al peu del vessant oriental del puig de Santa Eugènia. El terme municipal forma part de la comarca de Raiguer i està situat a uns 22 km de la ciutat de Palma.
El territori de Santa Eugènia presenta un paisatge típicament mallorquí, amb una combinació de zones muntanyoses i planes que li atorguen una gran bellesa natural. A l'oest es troba el puig de Santa Eugènia, una muntanya que és un dels punts més alts del municipi i que marca el límit natural amb el terme de Sencelles.
Aquesta zona forma part de la conca hidrogràfica del torrent de Muro, que recull les aigües de la zona nord del municipi i desemboca a la badia de Pollença. El síquia de Sant Jordi també és un element destacat de la geografia local, ja que ha estat una font històrica d'aigua per a l'agricultura de la zona.
El terme també es caracteritza per la seva vegetació, que inclou boscos de pins i alzines a les zones més altes i terres agrícoles a les parts més baixes, on predominen els cultius de vinyes, ametlers i oliveres.

### Clima
El clima és sec subhumit, llevat de l'extrem sud-occidental que és semiàrid. De mitjanes anuals, té una temperatura màxima de 30-32 °C. D'altra banda, la mínima és de 4-6 °C a les àrees planes, a causa de les inversions tèrmiques, i de 6-8 °C al puig de Son Seguí. Les precipitacions mitjanes anuals són de 500-600 mm, exceptuant l'extrem sud-oriental (400-500 mm), i els vents predominants provenen de llebeig, gregal i llevant.

### Vegetació
La vegetació del municipi de Santa Eugènia es caracteritza pel predomini del pinar, que es combina sovint amb la garriga i l'alzinar. Les pinedes es concentren principalment als puigs de Santa Eugènia i de Son Seguí, així com a la part sud de la tercera àrea del municipi. La garriga d'ullastre es localitza sobretot a les zones més elevades d'aquestes muntanyes. Cal destacar que 166 hectàrees del Puig de Son Seguí, dins el territori de Santa Eugènia, van ser declarades Àrea Natural d'Especial Interès (ANEI) en virtut de la Llei d'Espais Naturals del 1991. 

### Finques
Les finques de més extensió eren Son Tano, Sa Cova de sa Figuera, Sa Torre, Son Matxina, Son Mascaró i Son Mateu.
Sa Torre de Santa Eugènia és actualment una finca d'agroturisme. És una típica casa de possessió mallorquina, que data del segle xv. Està situada allà on un temps fou una vinya, que va produir excel·lents vins a Santa Eugènia. Actualment s'ha recuperat la tradició vinícola, plantant noves vinyes, retornant a la llum una forma de vida ja oblidada. El celler és la part més representativa de la casa, on actualment es troba un restaurant.

## Història
La cultura talaiòtica a Santa Eugènia es troba representada pel jaciment des Rafal, que conserva un gran talaiot de planta circular.
Durant l'època islàmica, el territori era habitat per la tribu dels zeneta, que no oferí una resistència significativa a la conquesta catalana liderada per Jaume I el 1229. En el Llibre del Repartiment de Mallorca (1232), es documenta la cessió de part de les terres de Santa Eugènia a Bernat de Santa Eugènia, qui havia estat governador de Mallorca (1230-1231). Administrativament, Santa Eugènia va pertànyer al terme de Santa Maria del Camí des del segle xiii fins al segle xix.
Ja al segle xv, Santa Eugènia comptava amb un petit nucli de cases agrupades al voltant d’una plaça, mentre la seva estructura social i econòmica es basava en les alqueries i els rafals. Durant la revolta de les Germanies (1521-1523), molts habitants de Santa Eugènia, inclosos propietaris destacats, es van unir al moviment. La derrota va implicar fortes multes i indemnitzacions per als seus habitants.
Entre 1583 i 1585, es construí un temple sufragani de la parròquia de Santa Maria, reflectint el creixement demogràfic de la població, que arribà a superar en habitants la veïna vila de Santa Maria del Camí.
A la dècada de 1650 es registraren conflictes entre els habitants de Santa Eugènia i els de Santa Maria pel control de l'escrivania. Posteriorment, el juny de 1813, es creà oficialment el terme municipal de Santa Eugènia, però aquest fou suprimit el 1814 amb la restauració absolutista de Ferran VII. L'autonomia municipal es restablí el 1820, amb Joan Montblanc com a primer batle, i es consolidà definitivament el 1843, després de superar l'oposició de Santa Maria.
Durant el segle xx, Santa Eugènia va ser testimoni de la creació de diversos clubs esportius, com la Joventut Esportiva Santa Eugènia i el Club Atlanta. Bars com Can Prim i Can Topa es convertiren en seus socials de diferents associacions. La població també gaudí d’activitats culturals com el cinema, primer a Can Perico (1920-1940) i posteriorment al Centre Catòlic (1941-1963).

## Economia

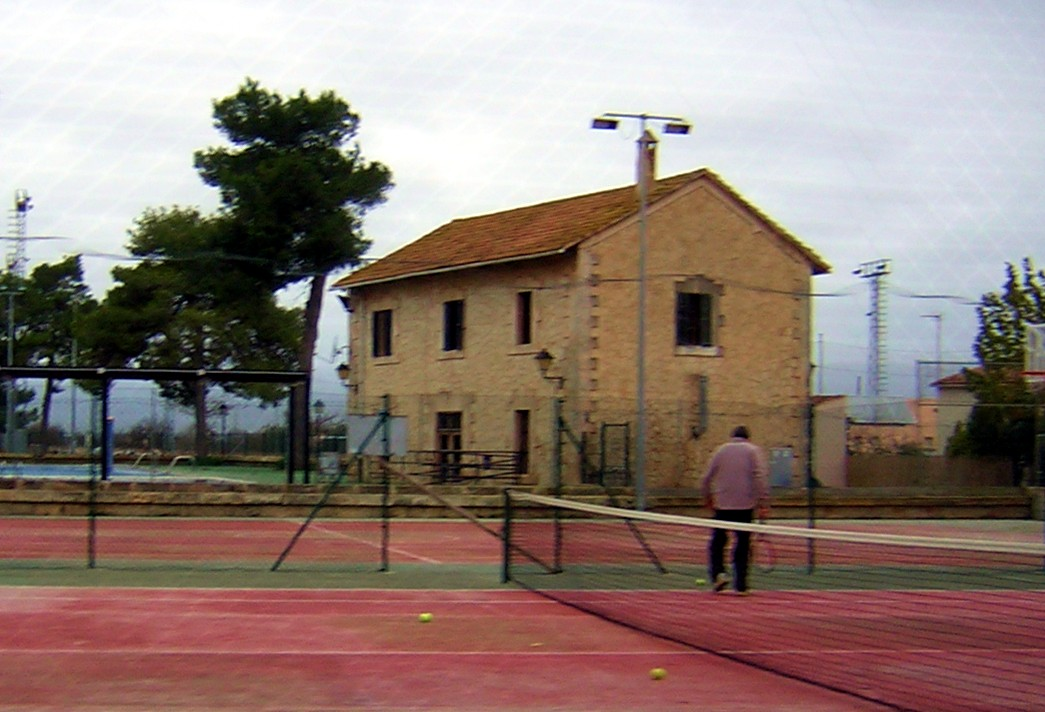
Antiga estació

Al territori de l'actual terme municipal de Santa Eugènia, hi existia una agricultura i una ramaderia productives ja des de la prehistòria.
Després de la conquesta catalana, les ocupacions dels habitants de la contrada foren preferentment l'agricultura i la ramaderia. Els cultius dominants eren blat, ordi, vinya i llegums, a més de cànem.
L'octubre de 1897, s'inaugurà el ramal de ferrocarril de Santa Maria del Camí-Felanitx, que passava per Santa Eugènia, Algaida, Montuïri i Porreres. Actualment és el poliesportiu municipal i el punt de venda de bitllets ha estat reconvertit en un bar.

## Política
Amb la restauració de la democràcia, a les eleccions locals de 1979, la candidatura més votada va ser la d'Unió de Centre Democràtic. De les eleccions locals de 1995, sorgí una majoria del pacte signat entre els partits PSM i UM.
A les eleccions del 2003 el PSM assolí la majoria absoluta i Mateu Crespí va ser elegit com a batle. Aquest dimití del càrrec el 2006 a causa de les discrepàncies que mantenia amb la direcció del PSM al voltant de la integració del partit en un bloc amb Esquerra Unida. La batlia passà a Maria Eugènia Pou (PSM).
A les eleccions municipals de 2007, Maria Eugènia Pou pretenia assolir la batlia gràcies al pacte preelectoral amb UM i un independent del PSOE. No obstant això, el Partit Popular (PP) sortí guanyador de la contesa amb cinc regidors en contra dels quatre que aconseguí Entesa per Santa Eugènia-Unió Mallorquina (EpSE-UM). En conseqüència, Guillem Crespí del PP fou investit batle el 16 de juny d'aquest any.
L'any 2011, el Partit Popular (PP) va guanyar les eleccions municipals, aconseguint un total de 6 regidors, majoria absoluta per governar l'Ajuntament de Santa Eugènia. Els altres grups menys votats, foren +XST (Més per Santa Eugènia) amb 2 regidors i el PSOE 1 regidor, completant així els 9 regidors del consistori taujà. Guillem Crespí Cifre va ser reelegit batle del municipi.
A l'octubre de l'any 2013, el que era batle de Santa Eugènia, Guillem Crespí Sastre, va presentar la seva renúncia al càrrec, com a batle i regidor del consistori, al·legant motius personals. Francisco Martorell, fins en aquells moments regidor d'Urbanisme, Interior i Fires i Festes, va ser elegit com a successor de Guillem Crespí. Així doncs, Xisco Martorell va prendre el càrrec com a batle de Santa Eugènia el 15 de novembre de 2013.
A les eleccions municipals de 2015 Francisco Martorell, del Partit Popular (PP), va ser elegit com a batle de Santa Eugènia, després d'aconseguir majoria absoluta al consistori amb un total de 5 regidors. L'oposició es va compondre amb 3 regidors de MVSE (Movem Santa Eugènia) i 1 regidor del PSIB-PSOE.
A les eleccions del 2019 hi hagué un triple empat en regidors entre els tres partits que es presentaren. El PP baixà uns 120 vots (n'obtingué 333) i baixà a 3 regidors; el PSIB-PSOE pràcticament doblà els vots (n'aconseguí 313) i obtingué 3 regidors, 2 més que l'anterior legislatura; i l'altre candidatura, baix un nom diferent, FEIM Santa Eugènia aconseguí 301 vots que li donaren també 3 regidors. Davant aquest resultat es feu un pacte entre el PSIB i Feim. Durant els dos primers anys, el consistori fou presidit pel Pep Lluís Urraca Matín, cap de llista de PSOE, i els dos últims anys per Joan Riutort Crespí, cap de llista de Feim Santa Eugènia.
Les eleccions del 28 de maig de 2023 les guanyà el PSIB-PSOE, amb una majoria absoluta amb 6 regidors, mentre que el PP obtingué 3 regidors. Es presentaren dues formacions polítiques: PP i PSIB-PSOE. Pel PP es presentà Pep Bonnín, mentre que la candidatura del PSIB-PSOE la liderà l'exbatle Pep Lluís Urraca Martín.
En la legislatura 2023-2027, el consistori de Santa Eugènia queda format per 7 regidors: 6 del PSIB-PSOE i 3 del PP. Després de la victòria del PSIB-PSOE, el consistori ha estat presidit per Pep Lluís Urraca Matín, que torna a ser batle, amb un govern de majoria absoluta. Així, el PSIB-PSOE ha mantingut la majoria per continuar liderant el municipi durant aquesta nova legislatura.